# Pigskin Parade
Pigskin Parade is een Amerikaanse film uit 1936 onder regie van David Butler. De film werd genomineerd voor een Oscar voor beste mannelijke bijrol.

## Verhaal
Slug Winters en zijn vrouw Betsie moeten de schoolploeg in vorm krijgen. Ze zien talent in Amos Dodd en zijn zus Sairy. Ze worden uitgenodigd, maar alles blijkt niet zo goed te gaan als verwacht.

## Rolverdeling
| Acteur          | Personage                    |
| --------------- | ---------------------------- |
| Jack Haley      | Winston 'Slug' Winters       |
| Patsy Kelly     | Bessie Winters               |
| Stuart Erwin    | Amos Dodd                    |
| Judy Garland    | Sairy Dodd                   |
| Betty Grable    | Laura Watson                 |
| Elisha Cook jr. | Herbert Terwilliger Van Dyck |
| Tony Martin     | Tommy Barker                 |